# 足高の制
足高の制（たしだかのせい、足高制）は、江戸幕府8代将軍・徳川吉宗が享保8年（1723年）6月に施行した法令。

## 解説
江戸幕府の各役職には各々禄高の基準を設けられていた（「#主な基準石高」を参照）。それ以下の禄高の者が就任する際に、在職中のみ不足している役料（石高）を補う制度が「足高の制」である。例えば、8百石の旗本が基準高3千の町奉行に就任した場合は、在職期間中に限って幕府から不足分として2千2百石が支給された。
能力や素質があるが家柄が低いために要職に就けないといった旧来の不都合を解消し、良質の人材を登用することをその目的としている。ただし実際には以前から、特に有能な者は加増をしてでも要職に取り立てることは行われており、それが幕府財政窮乏の一因ともなっていた。
足高の制によって、役職を退任すれば石高は旧来の額に戻るため、幕府の財政的な負担が軽減できるというのが最大の利点であった。しかし現実には完全施行は難しかったようで、家格以上の役職に就任した者が恙無く退任するにあたって世襲家禄を加増される例が多かった。
この制度の提言は、吉宗政権で政治顧問的待遇を受けた酒井忠挙が、京都所司代の松平信庸が自らの領地からの収入だけでは任務に支障が生じていることを見て、吉宗に「重職役料下賜」を提言したことによる。儒学者室鳩巣の建事により実施された。この政策により要職に登用された人物として、大岡忠相や田中丘隅（休愚）などがいる。
翌享保9年7月及び、元文4年（1739年）3月に足高などの修正を行って制度の充実が図られた。

## 主な基準石高
出典:新詳日本史
- 側衆・大番頭・留守居：5千石
- 書院番頭・小姓組番頭：4千石
- 大目付・（江戸）町奉行・勘定奉行：3千石
- 新番頭・普請奉行：2千石
- 京都町奉行・大坂町奉行・高家職：1千5百石
- 山田奉行・長崎奉行・目付：1千石
- 新番組頭・大番組頭：6百石